# Jack Church
Jack Church (né le 24 mai 1915 à Kamsack, dans la province de la Saskatchewan, au Canada – mort le 5 janvier 1996) est un joueur professionnel canadien de hockey sur glace qui évoluait au poste de défenseur.

## Biographie
Church commence sa carrière professionnelle en 1936 avec les Stars de Syracuse dans l'International American Hockey League. En 1939, il termine la saison avec trois buts et quinze points marqués et est sélectionné dans la première équipe d'étoiles de la ligue. De 1939 à 1942, il joue dans la Ligue nationale de hockey ; il participe avec les Maple Leafs de Toronto à la finale perdue de la Coupe Stanley face aux Rangers de New York en 1940. Après avoir mis entre parenthèses sa carrière pour participer à la Seconde Guerre mondiale, il signe avec les Bruins de Boston en 1945 et perd une nouvelle fois en finale de la Coupe Stanley, cette fois-ci contre les Canadiens de Montréal. Vendu 5 000 dollars aux Rangers de New York à la fin de la saison, puis aux Reds de Providence un an plus tard, il met un terme à sa carrière en 1949 après deux saisons passées dans la Ligue américaine de hockey.

## Statistiques
| Saison     | Équipe                   | Ligue      |     | Saison régulière | Saison régulière | Saison régulière | Saison régulière | Saison régulière |   | Séries éliminatoires | Séries éliminatoires | Séries éliminatoires | Séries éliminatoires | Séries éliminatoires |
| Saison     | Équipe                   | Ligue      | PJ  | B                | A                | Pts              | Pun              | PJ               | B | A                    | Pts                  | Pun                  |                      |                      |
| 1932-1933  | Maple Leafs de Regina    | S-SJHL     | 3   | 0                | 0                | 0                | 10               | 2                | 0 | 0                    | 0                    | 8                    |                      |                      |
| 1933-1934  | Maple Leafs de Regina    | S-SJHL     | 3   | 0                | 0                | 0                | 10               | 2                | 0 | 0                    | 0                    | 10                   |                      |                      |
| 1933-1934  | Victorias de Regina      | S-SSHL     | 16  | 0                | 1                | 1                | 42               | 1                | 0 | 0                    | 0                    | 6                    |                      |                      |
| 1934-1935  | Dominion Bank de Toronto | TIHL       | 16  | 2                | 2                | 4                | 73               | 3                | 0 | 1                    | 1                    | 8                    |                      |                      |
| 1935-1936  | Dominion Bank de Toronto | TIHL       | 16  | 0                | 12               | 12               | 78               |                  |   |                      |                      |                      |                      |                      |
| 1935-1936  | Dukes de Toronto         | TIHL       | 16  | 3                | 1                | 4                | 70               | 3                | 1 | 0                    | 1                    | 12                   |                      |                      |
| 1936-1937  | Stars de Syracuse        | IAHL       | 50  | 2                | 4                | 6                | 93               | 9                | 1 | 0                    | 1                    | 10                   |                      |                      |
| 1937-1938  | Stars de Syracuse        | IAHL       | 43  | 3                | 2                | 5                | 47               | 8                | 0 | 0                    | 0                    | 8                    |                      |                      |
| 1938-1939  | Maple Leafs de Toronto   | LNH        | 3   | 0                | 2                | 2                | 2                | 1                | 0 | 0                    | 0                    | 0                    |                      |                      |
| 1938-1939  | Stars de Syracuse        | IAHL       | 52  | 3                | 12               | 15               | 45               | 3                | 0 | 0                    | 0                    | 5                    |                      |                      |
| 1939-1940  | Maple Leafs de Toronto   | LNH        | 31  | 1                | 4                | 5                | 62               | 10               | 1 | 1                    | 2                    | 6                    |                      |                      |
| 1940-1941  | Maple Leafs de Toronto   | LNH        | 11  | 0                | 1                | 1                | 22               | 5                | 0 | 0                    | 0                    | 8                    |                      |                      |
| 1941-1942  | Maple Leafs de Toronto   | LNH        | 27  | 0                | 3                | 3                | 30               |                  |   |                      |                      |                      |                      |                      |
| 1941-1942  | Americans de Brooklyn    | LNH        | 15  | 1                | 3                | 4                | 10               |                  |   |                      |                      |                      |                      |                      |
| 1942-1943  | Cornwall Army            | OHA-Sr.    | 33  | 6                | 12               | 18               | 102              | 6                | 1 | 2                    | 3                    | 10                   |                      |                      |
| 1945-1946  | Bruins de Boston         | LNH        | 43  | 2                | 6                | 8                | 28               | 9                | 0 | 0                    | 0                    | 4                    |                      |                      |
| 1946-1947  | Ramblers de New Haven    | LAH        | 64  | 7                | 11               | 18               | 83               | 3                | 0 | 0                    | 0                    | 2                    |                      |                      |
| 1947-1948  | Reds de Providence       | LAH        | 64  | 1                | 17               | 18               | 67               | 5                | 0 | 2                    | 2                    | 6                    |                      |                      |
| Totaux LNH | Totaux LNH               | Totaux LNH | 130 | 4                | 19               | 23               | 154              | 25               | 1 | 1                    | 2                    | 18                   |                      |                      |